# Mount Eyskens
Mount Eyskens (französisch Mont Eyskens) ist ein 2300 m hoher Berg im ostantarktischen Königin-Maud-Land. Er ragt unmittelbar nördlich des Mount Derom im Königin-Fabiola-Gebirge auf.
Teilnehmer einer von 1959 bis 1961 dauernden belgischen Antarktisexpedition entdeckten ihn am 7. Oktober 1960. Expeditionsleiter Guido Derom (1923–2005) benannte den Berg nach Albert Eyskens, Pilot einer der beiden Flugzeuge, mit denen während der Expedition Erkundungsflüge unternommen worden waren.